# Ред и закон: Одељење за специјалнe жртве (1. сезона)
Прва сезона серије Ред и закон: Одељење за специјалне жртве је премијерно емитована на каналу НБЦ од 20. септембра 1999. године до 19. маја 2000. године и броји 22 епизоде. Серију је створио Дик Волф и она је први огранак серије Ред и закон и прати рад детектива измишљеног њујоршког ОСЖ-а, Одељења за специјалне жртве, који истражује сексуалне деликте. ОСЖ се првобитно емитовао понедељком у 21 час, али је термин померен за петак у 22 часа после 9. епизоде. Један од извршних продуцената Роберт Палм осећао се превише узнемирено због теме серије па ју је напустио након завршетка сезоне.

## Продукција
Подстрек за серију потекао је из убиства у Централном парку 1986. године које је починио Роберт Емет Чемберс чија је стратегија на суду била сексуализација жртве. Епизода "Пољуби девојке и побиј их" прве сезоне серије Ред и закон заснива се на овом случају. Дик Волф је желео да настави да истражује сличне теме у серији повећеној правној драми и ангажовао је Теда Кочева и Роберта Палма као извршне продуценте нове серије и Џина де Сегонзека, редитеља из франшизе "Ред и закон". Роберт Палм је раније био извршни продуцент изворне серије па је био прва особа која је употребила израз „матерња серија“ како би се указала разлика изворне серије од њених огранака. Ова фраза постала је популарна међу љубитељима франшизе.
За разлику од изворне серије, снимање за ОСЖ почело је у Северном Бергену у Новом Џерзију пошто није било довољно простора да би се добио студио на Менхетну. Продукцијском особљу је и даље речено да о том подручју размишља као о Менхетну. Као и у случају изворне серије, сценаристи су првенствено радили у Лос Анђелесу. Међутим, ОСЖ је добио више сценаристкиња са циљем да серија добије "перспективу снажне жене". Сценаристкиња Дон ДеНун је поменула да су многи сценаристи добили отказ током прве сезоне јер њихови сценарији нису били на нивоу.
Што се тиче главне поставе, Кристофер Мелони добио је улогу детектива Елиота Стаблера, а Мариска Хартитеј улогу детективке Оливије Бенсон пошто су заједно прошли аудицију. Харгитејева, која је морала да се пресели из Лос Анђелеса у Њујорк када је добила улогу, рекла је да је могла то да уради у кратком року јер је ионако планирала да се пресели у Њујорк како би наставила каријеру на Бродвеју. Улогу надређеног одељења добио је Ден Флорек који је глумио капетана Дона Крејгена у прве три сезоне изворне серије, а касније и у филму Изгнан: Филм Ред и закон. Он се придружио главној постави под условом да не мора да долази на аудицију. Ричард Белзер је добио улогу детектива Џона Манча и тако наставио да тумачи свој лик из серије Одељење за убиства: Живот на улици. По Белзеоровим речима, он је био изабран јер су се "Дик Волф и Том Фонтана напили на журци". Половином сезоне, Ричард Белзер је поново тумачио улогу Манча у филму Одељење за убиства у ком се на кратко појављује у контексту детектива ОСЖ-а из Њујорка. На Белзерово наваљивање, његовом лику ортак је био Брајан Кесиди кога је тумачио Дин Винтерс. Међутим, Винтерсова уговорна обавеза према серији Оз канала HBO приморала га је да напусти серију половином сезоне. Мишел Хрд, која је тумачила детективку Моник Џефрис, дошла је на Винтерсово место у остатку сезоне и тада постала чланица главне поставе.

## Улоге

### Гавне
- Крис Мелони као Елиот Стаблер
- Маришка Харгитеј као Оливија Бенсон
- Ричард Белзер као Џон Манч
- Мишел Хрд као Моник Џефрис (Епизоде 14-22)
- Ден Флорек као Дон Крејген

### Епизодне
- Мишел Хрд као Моник Џефрис (Епизоде 1-13)

## Епизоде
| Бр. у серији | Бр. у сезони | Наслов                     | Редитељ            | Сценариста                                                                       | Премијерно емитовање | Прод. код | Гледаоци у САД-у (милиони) |
| --- | ------------ | -------------------------- | ------------------ | -------------------------------------------------------------------------------- | -------------------- | --------- | -------------------------- |
| 1 | 1            | "Наплата"                  | Џин де Сегонзек    | Дик Волф                                                                         | 20. септембар 1999.  | E0901     | 14.10                      |
| Двоје детектива из Одељења за специјалне жртве, Оливија Бенсон и Елиот Стаблер, истражују убадање и штројење таксисте и откривају да је жртва купила лажну дозволу од једног робијаша из Рајкерса. Даља истрага открива да је убијени био сркспи војник Стефан Танжић који је био оптужен за етничко чишћење. ККако је дете настало због силовања, Бенсонова има проблема да се одвоји од случаја када је схватила да је жртва силоватељ. Стаблер покушава да је спречи да пређе црту у својим покушајима да заштити осумњичене за које сматра да су им поступци оправдани. |              |                            |                    |                                                                                  |                      |           |                            |
| 2 | 2            | "Самачки живот"            | Лесли Линка Глатер | Миријам Кездин                                                                   | 27. септембар 1999.  | E0903     | TBA                        |
| Када је пронађено тело Гречен Квин пошто је бачена кроз прозор, Бенсонова и Стаблер убрзо откривају да је "Гречен Квин" био само псеудоним. Приликом покушаја откривања њеног живота, детективи су доведени до психијатра жртве и познатог телевизијског новинара који су спавали с њом. Ускоро се сазнало да је она млада жена која је променила име након завршене средње школе како би побегла од оца сексуалног насилника. |              |                            |                    |                                                                                  |                      |           |                            |
| 3 | 3            | "...Или само личи на њу"   | Рик Розентал       | Мајкл Р. Пери                                                                    | 4. октобар 1999.     | E0907     | TBA                        |
| После је манекенка пубертетлијка Јасмин Бурџер претучена, силована и бачена испред болнице "Рузвелт", Бенсонова и Стаблер истражују како би сазнали зашто је шеснаестогодишња изашла сама после поноћи. Висок ниво лекова у Јасминином организу их доводи не само до модне агенције са којом је Јасмин потписала уговор, већ и до фотографа који је надгледао њен последњи рад (и избацио је је јер је била "сувише тешка"). Стаблерово гађење према целом случају погоршава његова забринутост да његова кћерка Морин која одбија да једе можда има аноерксију.            |              |                            |                    |                                                                                  |                      |           |                            |
| 4 | 4            | "Хистерија"                | Ричард Добс        | Дон ДеНун и Лиса Мери Петерсен                                                   | 11. октобар 1999.    | E0908     | 13.72                      |
| Када је млада жена пронађена мртва, у почетку се верује да је проститутка и најновија жртва низног убице. Међутим, док су проверавали њен породични живот, Бенсонова и Стаблер схватају да жртва не одговара образцу и, ипак, можда није повезана са другим смртима. Када су Манчови нагони довели екипу до веровања да је њихов осумњичени полицајац, Крејген се обратио свом старом пријатељу детективу Ленију Бриску за помоћ. |              |                            |                    |                                                                                  |                      |           |                            |
| 5 | 5            | "Невероватна пожуда"       | Дејвид Џоунс       | Венди Вест                                                                       | 18. октобар 1999.    | E0905     | TBA                        |
| Када је путописац пронађен го, задављен и претучен до смрти и са гаћама залепљеним за грло и траком преко уста, Бенсонова и Стаблер су најпре посумњали на дечка његове газдарице и осуђеног злостављача деце. Међутим, сумња се убрзо окреће ка газдарици и њеној ћерки које је изгледа превише занимало шта је њихов подстанар радио у слободно време. Када је мајка сазнала да јој је ћерка имала полне односе са подстанаром, ствари су остале још горе. |              |                            |                    |                                                                                  |                      |           |                            |
| 6 | 6            | "Студенткиња друге године" | Кларк Џонсон       | Џон Чемберс                                                                      | 25. октобар 1999.    | E0904     | 12.48                      |
| Када је студенткиња пронађена слиована и убијена на месном факултету, Бенсонова и Стаблер обраћају пажњу на двојезичне играче факултетске кошаркашке екипе. Међутим, факултет, који није вољан да ризикује негативан публицитет који би истрага могла донети и њему и предстојећем првенству, блокира њихову истрагу на сваком кораку. Али, најгора тајна заправо лежи код једног од његових професора. |              |                            |                    |                                                                                  |                      |           |                            |
| 7 | 7            | "Нецивилизовани"           | Мајкл Филдс        | Синопсис: Роберт Палм и Венди Вест Сценарио: Роберт Палм                         | 15. новембар 1999.   | E0902     | TBA                        |
| Када је младић пронађен убијен, сумње доводе Бенсонову и Стаблера до недавно умешаног детета које ускоро постаје пробни случај за нову и ширу примену грађанских обавеза. Иако обоје мрзе оно што је човек учинио у прошлости, ускоро постаје очигледно детективима да су пубертетлије које су их првобитно усмеравале у правцу човека сакривали своје узнемирујуће тајне. |              |                            |                    |                                                                                  |                      |           |                            |
| 8 | 8            | "Ухођење"                  | Питер Медак        | Роџер Гарет                                                                      | 22. новембар 1999.   | E0911     | TBA                        |
| Када је помоћница окружног тужиоца пронађена силована и претучена у Централном парку, Бенсонова допушта да осећања извуку најбоље из ње док она преузима на себе да ухвати осумњиченог силоватеља, месног трговца некратнинама, правди. Стаблер покушава да добије пословног ортака човека да помогне у истрази, али Бенсоновој можда затреба помоћ. |              |                            |                    |                                                                                  |                      |           |                            |
| 9 | 9            | "Садомазохизам"            | Константин Макрис  | Мајкл Р. Пери                                                                    | 29. новембар 1999.   | E0914     | TBA                        |
| Када је финансијска аналитичарка и љубитељка БДСМ-а пронађена задављена у својој кожним намештајем опремљеној спаваћој соби, Бенсонова и Стаблер прво сумњају на самоубиство или случајну смрт због аутоотеричке задирке. Међутим, откриће велике количине скривених драгуља води детективе у мутни свет прања новца и преваре са вредносним хартијама. |              |                            |                    |                                                                                  |                      |           |                            |
| 10 | 10           | "Превазилажење"            | Стивен Вертимер    | Венди Вест                                                                       | 7. јануар 2000.      | E0915     | TBA                        |
| Бенсонова покушава да помогне жртви силовања која је успела да опише свој напад, али не и нападача у танчине. Када су детективи поново покренули случај неколико месеци касније, они сматрају да је жена још мање спремна да разговара о томе шта се десило јер је, како она тврди, окренула нови лист. Ствари постају непријатне у одељењу јер Бенсонова и Кесиди, који су провели ноћ заједно, расправљају о томе да ли треба наставити однос. |              |                            |                    |                                                                                  |                      |           |                            |
| 11 | 11           | "Нечиста крв"              | Мајкл Филдс        | Лиса Мери Петерсен и Дон ДеНун                                                   | 14. јануар 2000.     | E0916     | TBA                        |
| Смрт младог педера првобитно је довела Бенсонову и Стаблера да истраже његовог оца хомофоба, али када су почели да истражују живот младог човека, они схватају да особа коју траже може бити неко блискији него што су мислили. Манч покушава да помогне Бенсоновој да пронађе човека који је силовао њену мајку. |              |                            |                    |                                                                                  |                      |           |                            |
| 12 | 12           | "Руска љубавна песма"      | Рик Розентал       | Ева Нагорски                                                                     | 21. јануар 2000.     | E0913     | 14.30                      |
| Када је Ендру Харлин, мулти-милионер бисексуалац, пронађен убијен у свом дому, Бенсонова и Стаблер усмераварају своје сумње на Харлинов дугачак списак љубавника. Докази на месту злочина доводе детективе до пара руских пратиља, али пре него што су стигли да извуку истину од њих, једна завршава мртва, а дечко друге признаје убиство. |              |                            |                    |                                                                                  |                      |           |                            |
| 13 | 13           | "Разбацивање"              | Дејвид Плат        | Џенет Тамаро                                                                     | 4. фебруар 2000.     | E0910     | TBA                        |
| Када је судија пронађен убијен у својим колима, детективи почињу да истражују у његову позадину и откривају да је често доносио посебне пресуде за жене у замену за сексуалне услуге. Екипа ускоро окреће пажњу на претучену жену са тајном. Детектив Кесиди прелази у Наркотике осећајући се неспособним да се носи са случајевима ОСЖ-а, а Манч остаје без ортака. |              |                            |                    |                                                                                  |                      |           |                            |
| 14 | 14           | "Застаревање"              | Константин Макрис  | Мајкл Пери                                                                       | 11. фебруар 2000.    | E0919     | TBA                        |
| На захтев жртве, начелник полиције износи Крејгену посебан захтев: да затвори случај човека који је силовао три жене пре скоро пет година пре истека рока застаревања. Детективи коначно постају водећи када су схватили да је једна од жртава познаје силоватеља, али није спремна да говори. Након одласка Кесидија, Манчу ортакиња постаје Џефрисова. |              |                            |                    |                                                                                  |                      |           |                            |
| 15 | 15           | "Право"                    | Ед Шерин           | Синопсис: Роберт Палм и Венди Вест Сценарио: Дик Волф, Рене Балкер и Роберт Палм | 18. фебруар 2000.    | E0918     | TBA                        |
| Када је продавац убијен, детективи усмеравају своју пажњу на Стефани Малрони, најмлађу ћерку познате породице са неким дубоким везама. Али, пошто се удружују са детективима из 27. испоставе, они схватају да је њихов случај повезан са дуго нерешеним случајем на ком је Бриско раније радио са својим бившим ортаком детективом Мајком Логаном. |              |                            |                    |                                                                                  |                      |           |                            |
| 16 | 16           | "Трећи човек"              | Џад Тејлор         | Дон ДеНун и Лиса Мери Петерсен                                                   | 25. фебруар 2000.    | E0920     | TBA                        |
| Једна старија жена пронађена је везана и сексуално злостављана у свом стану, а сумња је у почетку пала на младиће који су провалили у њену кућу и опљачкали је. Када су детективи ухватили те младиће, они су сазнали да је у стану био још неко. Понуђени договор о признању кривице у почетку није ишао добро, али на крају је постигнут договор који је детективима донео нови случај - да ли је особа која је сексуално напала жену била ометена. |              |                            |                    |                                                                                  |                      |           |                            |
| 17 | 17           | "Обмањивач"                | Ричард Добс        | Синопсис: Ник Кендрик Сценарио: Ник Хардинг и Ник Хендрик                        | 31. март 2000.       | E0912     | TBA                        |
| Када је трудна снаја једног истакнутог хришћанског вође пронађена убијена у својој хотелској соби, детективи истражују осип хотелских провала и откривају да је њена прељуба (и вероватно и отац њеног детета) довела до њене смрт. |              |                            |                    |                                                                                  |                      |           |                            |
| 18 | 18           | "Чет"                      | Ричард Добс        | Роџер Гарет                                                                      | 14. април 2000.      | E0923     | TBA                        |
| Када је пубертетлијка ушла просторије одељења и рекла детективима да ју је силовао човек кога је упознала на интернету, детективи су поставили посебну операцију. Стали су на жуљ неким много моћним особама, а Манч се представља преко интернета као клинац како би ухватили велику рибу. |              |                            |                    |                                                                                  |                      |           |                            |
| 19 | 19           | "Спој"                     | Мајкл Зинберг      | Роберт Палм и Венди Вест                                                         | 28. април 2000.      | E0921     | 12.84                      |
| Када је седам младих жена у шестом месецу силован нападач на блиц и у подземној железничкој станици, екипа позива психијатра да помогне око профилисања починиоца. Када је ухваћен, свих седам жртава га је препознало, али су препознавања изузета. Међутим, детективи сматрају да починилац поседује возачку дозволу нове жртве због које би могао да падне. |              |                            |                    |                                                                                  |                      |           |                            |
| 20 | 20           | "Покајање"                 | Александар Касини  | Мајкл Р. Пери                                                                    | 5. мај 2000.         | E0924     | TBA                        |
| Извештачица Сара Логан није дозволила да је то што је недавно силована омете у животу и говорила је о својим искуствима у емисији уживо што је довело до хапшења младића за кога екипа сматра да је одговоран. Током истраге, Манча и Џефрисову случај необично погађа, мада на различите начине. |              |                            |                    |                                                                                  |                      |           |                            |
| 21 | 21           | "Слика ноћи"               | Џин де Сегонзек    | Венди Вест                                                                       | 12. мај 2000.        | E0922     | 13.70                      |
| Када су из апотеке стигле узнемирујуће слике једног дечака, Бенсонова и Стаблер ухапсили су наставника клавира због злостављања деце. Када је један дечак потврдио да је видео слике још неких дечака у кући учитеља, детективи добијају налог и откривају низ видео записа који документују живот дечака Евана. Верујући да помоћу њега могу да реше случај, екипа га тражи, али откривају да његово сведочење можда неће помоћи јер се он плаши више него што су детективи мислили.                                                                                       |              |                            |                    |                                                                                  |                      |           |                            |
| 22 | 22           | "Робље"                    | Тед Кочев          | Лиса Мери Петерсен и Дон ДеНун                                                   | 19. мај 2000.        | E0926     | TBA                        |
| Када се један продавац обратио екипи за помоћ, детективи крећу у потрагу за младом Румунком Иленом која није виђена месецима. Екипа ју је на крају пронашла како радила као дадиља у кући Мороуових, успешног пара који крије велику тајну. Форензички психолог испитује екипу и представља узнемирујуће откриће Крејгену, указујући да неко од детектива мора одмах да се уклони из екипе. |              |                            |                    |                                                                                  |                      |           |                            |